# München-Augsburger Eisenbahn-Gesellschaft
Die München-Augsburger Eisenbahn-Gesellschaft war eine private Aktiengesellschaft im Königreich Bayern, die am 23. Juli 1837 für den Bau und Betrieb der ersten bayrischen Ferneisenbahnstrecke von München nach Augsburg gegründet wurde. Vorstand der Aktiengesellschaft war der Industrielle Joseph Anton von Maffei. Nach mehrjähriger Bauzeit nahm die Gesellschaft den Eisenbahnverkehr am 4. Oktober 1840 auf und führte diesen bis zur Verstaatlichung am 1. Oktober 1844 fort. 

## Gründung und Streckenbau

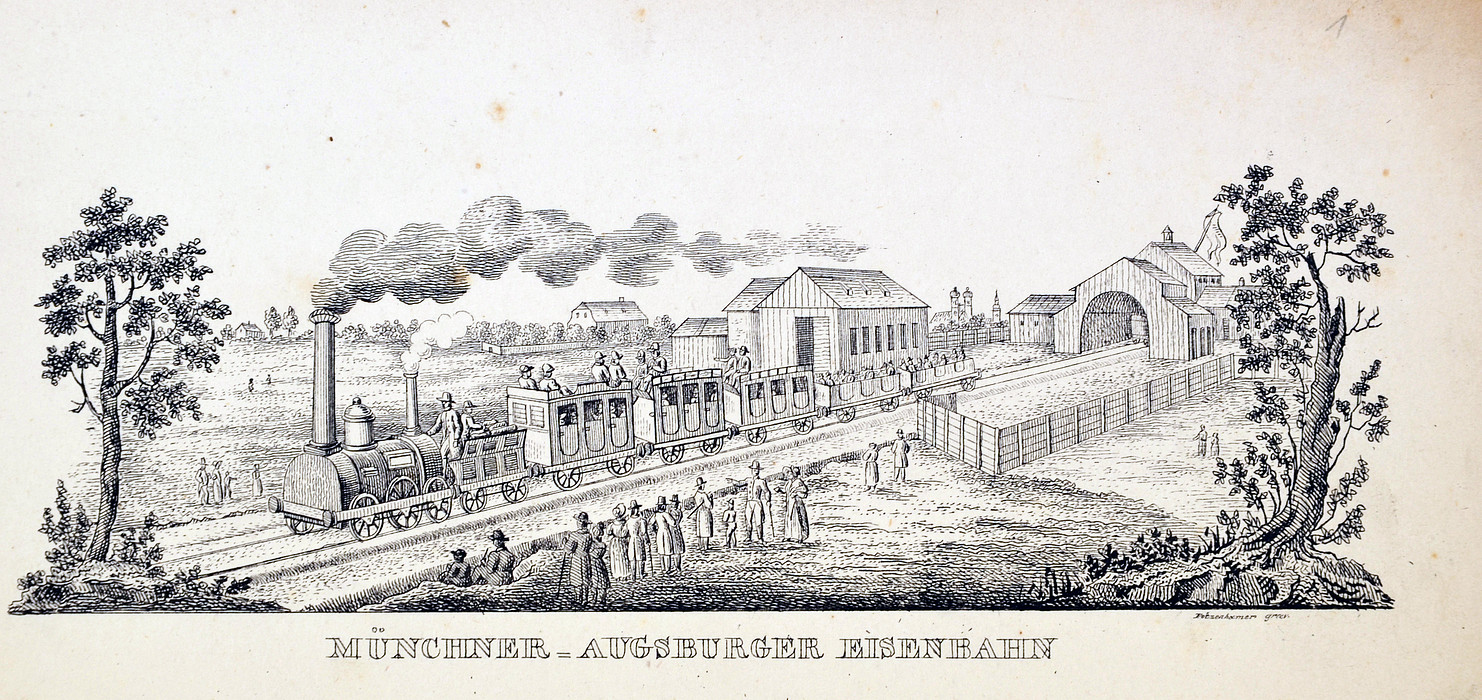
München-Augsburger Eisenbahn (um 1840)

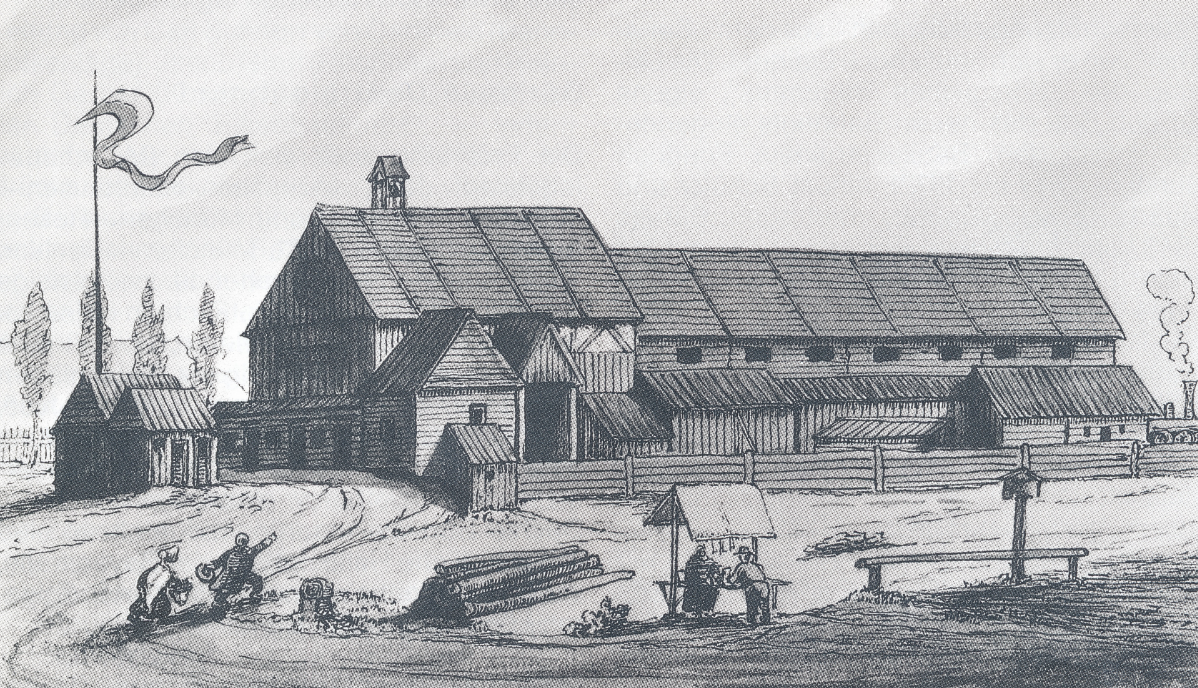
Endbahnhof in München auf dem Marsfeld (1839–1847)

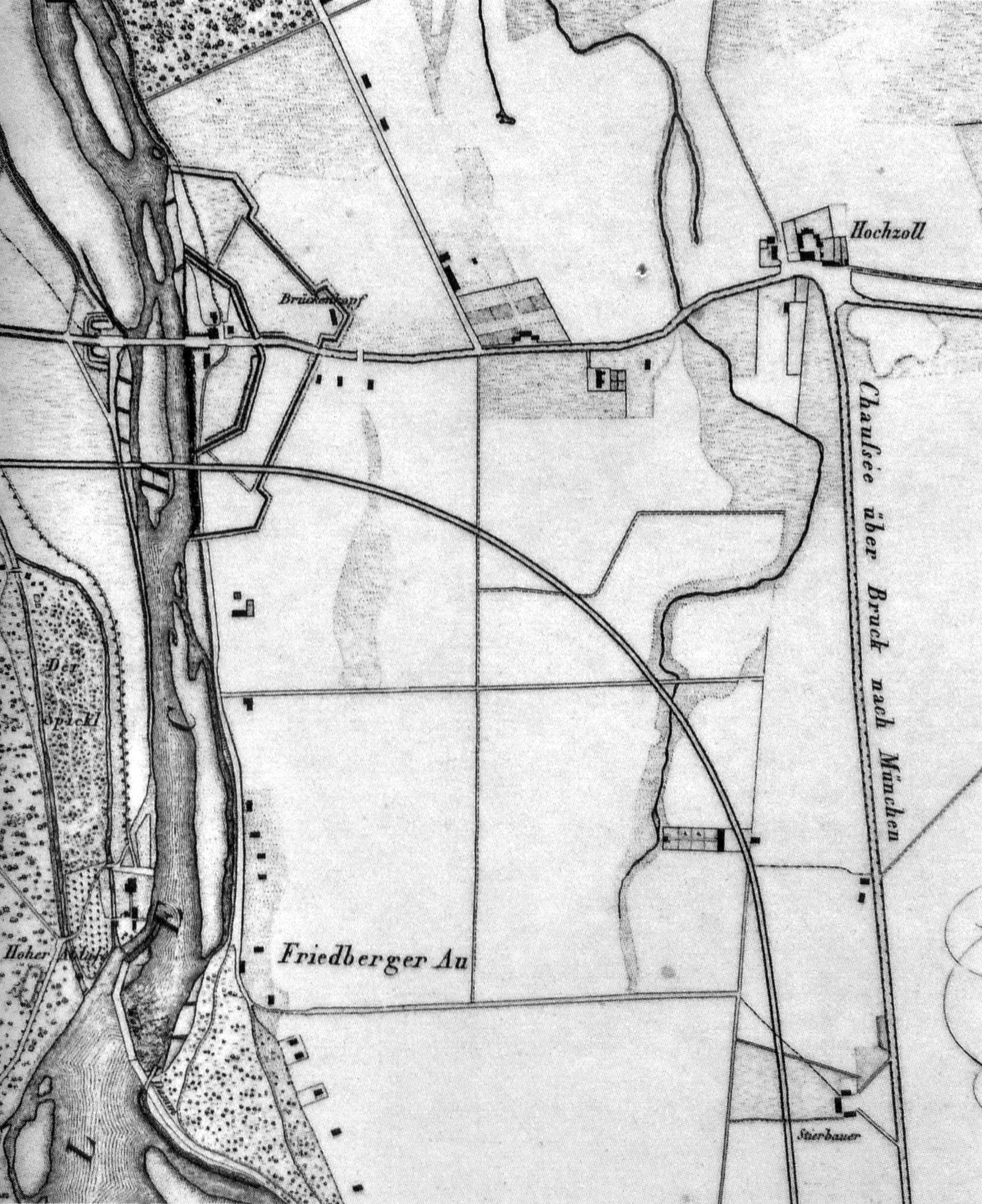
Kartenausschnitt Lechbrücke und Gleisbogen bei Hochzoll (1839)

Noch vor Eröffnung der privaten Ludwigseisenbahn von Nürnberg nach Fürth am 7. Dezember 1835 bildeten sich überall in Bayern lokale Komitees für den Eisenbahnbau. So auch in Augsburg und München. Bereits am 31. Juli 1835 hatte ein Komitee, bestehend aus angesehenen Augsburger Bürgern und Banken, beim König um Erlaubnis zur Gründung einer privaten Aktiengesellschaft zum Bau einer Bahnstrecke von Augsburg nach München gebeten. Der König gab dem Komitee, das vom Augsburger Kattunfabrikanten Carl Ludwig Forster angeführt wurde, schließlich am 28. November 1835 seine Zustimmung. Kurze Zeit später vereinigte sich das Augsburger Komitee mit dem Komitee in München, an dessen Spitze der Industrielle Joseph Anton von Maffei stand. Rasch ließ man daraufhin die notwendige Trassenplanung von Kreisbaurat Beyschlag erstellen und übertrug 1836 die Bauleitung an den Ingenieur Paul Camille von Denis. Dieser war zuvor mit dem Bau der Ludwigseisenbahn beauftragt gewesen. Die geplante Streckenführung legte man anschließend dem König vor und dieser genehmigte sie im Juni 1836.
Der Bau der Bahn Nürnberg–Fürth zeigte die Mängel bei der Erstellung von Eisenbahnen und die notwendigen Schritte zu ihrer Behebung auf. Bayern war hier sehr weitsichtig und in Deutschland führend: bereits im August 1836 wurden unter dem Vorsitz des Staatsministers Fürst von Öttingen-Wallerstein und unter Beteiligung von weiteren Vertretern aus Regierungskreisen Beratungen abgehalten, diese führten zu dem Erlass der Fundamentalbestimmungen für sämtliche Eisenbahnstatuten in Bayern, die bereits am 28. September 1836 in Kraft traten. In diesem Gesetz wird unter anderem im Abschnitt 16 (XVI.) die Spurweite der Eisenbahnen festgelegt (von 4 Fuß, 8 1/2 Zoll englisches Maß). Im Abschnitt 17 (XVII.) wird die nötige Tragkraft der Schienen geregelt, im Abschnitt 18 (XVIII.) ist im Regelbetrieb die Dampfkraft festgelegt. Am 17. November 1837 wurde das Gesetz zur Zwangsabtretung von Grundeigentum für öffentliche Zwecke betreffend verabschiedet. Damit waren die Voraussetzungen für einen Bahnbau allgemein geschlossen.
Die München-Augsburger Eisenbahn-Gesellschaft gründete sich am 23. Juli 1837. Joseph Anton von Maffei übernahm den Vorstand. Bereits am 3. Juli 1837 hatte sie die königliche Konzession erhalten. Durch Verzögerungen bei der staatlichen Konzessionserteilung hatten sich anfangs Schwierigkeiten mit den Aktienzeichnern ergeben.
Der eigentliche Bau der eingleisigen Bahnstrecke begann beim ersten Spatenstich in Lochhausen westlich von München am 9. Februar 1837. In Augsburg starteten die Bauarbeiten am 2. April 1838 im Bereich des Endbahnhofs. Nach kurzer Zeit traten jedoch Schwierigkeiten beim Streckenbau auf. So stellte man nach anhaltenden Regenfällen fest, dass Durchlässe und Brücken zu klein dimensioniert wurden. Die notwendige Vergrößerung dieser Bauwerke zog in der Folge eine erhebliche Kostensteigerung von ursprünglich 3 Millionen Gulden auf mehr als 4 Millionen Gulden nach sich. Problematisch war auch der Bau durch das Haspelmoor. Da in Deutschland wenig Erfahrung im Eisenbahnbau vorlag, mussten ingenieurtechnische Aufgaben dieser Art ohne Vorbild gelöst werden. Der am Bau beteiligte Baurat Johann Himbsel entwickelte daher für die Strecke durch das Moor eine neue Bautechnik. Nach anfänglicher Entwässerung des Moors ließ er in Abständen von etwa 1 Meter nach unten leicht verjüngende Gruben mit einer Tiefe von rund 1,20 Meter ausheben und diese schachbrettartigen Zwischenräume anschließend mit Lehm ausfüllen sowie feststampfen.
Der tiefste Punkt der Bahntrasse befand sich mit einer Höhe von 489 Meter über dem Meeresspiegel in Augsburg. Im weiteren Verlauf nahm die Steigung bis zum Hochpunkt in Hattenhofen (542 Meter) zu und fiel dann auf 520 Meter am Bahnhof in München. Die Trasse kreuzte die Flüsse Lech, Paar, Amper und Würm. Alle diese Flussbrücken wurden in Holzbauweise erstellt. Die Schienen mit 24,9 kg/m mussten genau wie auch die Lokomotiven aus England bezogen werden, die Schienenstühle dagegen wurden von bayerischen Hüttenwerken geliefert.
In Augsburg wurde am 3. September 1838 das vom Bahnhof am Roten Tor bis zur Lechbrücke bei Hochzoll bereits liegende Gleis zu einer Eröffnungsfahrt mit Pferden genutzt. In München entstand ein provisorischer Bahnhof in der Gegend der heutigen Hackerbrücke.

## Eröffnung
Vor Eröffnung des Gesamtstrecke mit einer Länge von knapp 62 Kilometer wurden verschiedene Teilstrecken von München aus kommend in Betrieb genommen:
| Datum              | Abschnitt               | Länge   |
| ------------------ | ----------------------- | ------- |
| 3. September 1838  | Augsburg – Spickel      | 2,5 km  |
| 1. September 1839  | München – Lochhausen    | 12,5 km |
| 27. Oktober 1839   | Lochhausen – Olching    | 6,6 km  |
| 7. Dezember 1839   | Olching – Maisach       | 5,7 km  |
| 14. September 1840 | Maisach – Althegnenberg | 14,8 km |

Der am 3. September 1838 eröffnete Abschnitt in Augsburg wurde lediglich mit einer Pferdebahn betrieben. Ein Lohnkutscher verkehrte dort täglich auf der 2,5 Kilometer langen Strecke zur Spickel-Gaststätte am Lech mit vier Wagen.
Die Verkehrsfreigabe der gesamten Bahnstrecke erfolgte schließlich am 4. Oktober 1840. In München hatte man auf dieses Datum gedrängt, da die erste Fahrt gleichzeitig mit der Eröffnung des Oktoberfestes stattfinden sollte. Die beiden Lokomotiven JUPITER und JUNO brachten den Eröffnungszug an diesem Tag mit 30 vollbesetzten Waggons von München nach Augsburg. Nach etwa zweieinhalb Stunden Fahrtzeit wurde der Zug dann am Augsburger Bahnhof vor dem Roten Tor vom damaligen Bürgermeister Carron du Val mit dem Magistrat und einer Gruppe von Finanziers in Empfang genommen.

## Lokomotiven

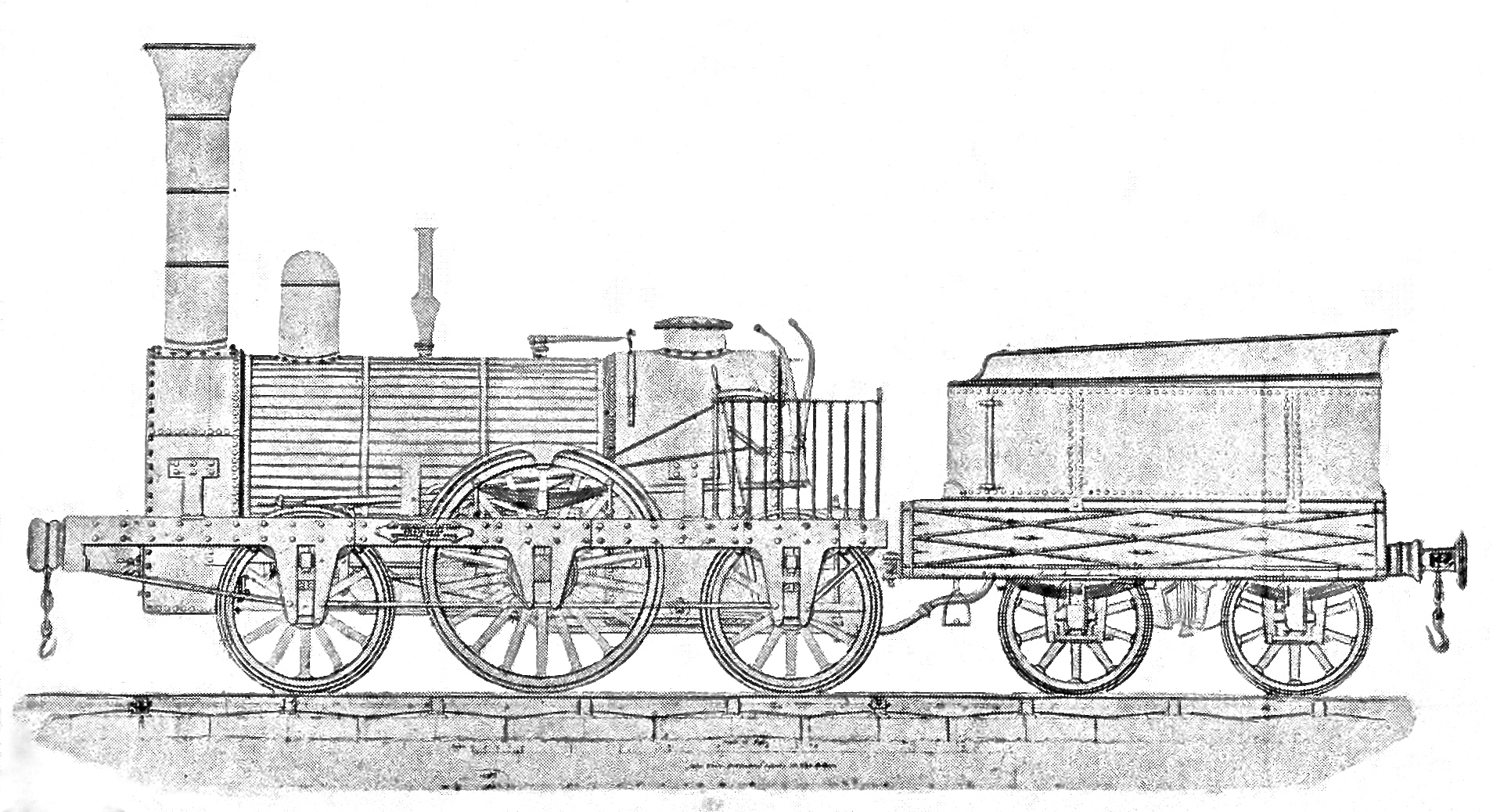
Alle Lokomotiven gehörten zur Patentee-Klasse

Die Gesellschaft erwarb von verschiedenen Herstellern insgesamt acht Lokomotiven, die mit Holz gefeuert wurden. Alle hatten Innenzylinder und die Achsfolge 1A1.
- 1837 JUPITER, JUNO, Fabriknummern 157 und 158 von Stephenson
- 1838 VESTA, VENUS von Sharp, Roberts and Company
- 1840 VULKAN, MARS von Fenton, Murray and Jackson in Leeds
- 1841 DER MÜNCHNER, Fabriknummer 1 von J.A. Maffei, München, nur zu Probefahrten
- 1842 MERKUR, DIANA von Stephenson

Genau wie die Schienen mussten auch die Lokomotiven in England eingekauft und per Schiff über den Rhein und Neckar nach Bayern gebracht werden. Die ersten beiden Lokomotiven wurden am 29. November 1837 in München angeliefert und anschließend zerlegt in Magazinen eingelagert, da zu diesem Zeitpunkt noch kein Streckenabschnitt fertiggestellt war.
Zu Betriebsbeginn umfasste der Fuhrpark neben den genannten Lokomotiven insgesamt 37 Personenwagen erster bis vierter Wagenklasse und 12 Güterwagen. Bei den Personenwagen handelte es sich um einen Galawagen für die königliche Familie, 3 Wagen 1. Klasse mit gepolsterten Sitzen und Glasfenstern, sechs Wagen 2. Klasse ebenfalls mit gepolsterten Sitzen jedoch ohne Glasfenster, 18 Wagen 3. Klasse überdacht mit Ledervorhängen sowie neun offene Wagen 4. Klasse mit Holzbänken.

## Betrieb
Zunächst setzte die Gesellschaft nach der Eröffnung täglich zwei, später aufgrund der großen Nachfrage sogar drei Personenzüge in jeder Richtung ein. Im zweiten Betriebsjahr beförderte die Bahn auf diese Weise mehr als 250.000 Personen. Der Güterverkehr dagegen spielte zunächst keine große Rolle. So verkehrten nur einmal pro Woche nachts Gütertransporte, die von Pferden gezogen wurden. Diese Transporte wurden jedoch nach kurzer Zeit wieder eingestellt, da die Durchführung aufwendig war und zu lange dauerte. Zudem beschädigten die Pferde den Gleiskörper. Erst mit dem Einsatz von Lokomotiven im Gütertransport stiegen auch hier die Transportleistungen. Im zweiten Betriebsjahr beförderte die Bahn rund 80.000 Zentner Ladung.
Die Fahrpreise fielen je nach Wagenklasse unterschiedlich aus. In der 1. Klasse kostete die Fahrt von Augsburg nach München drei Gulden. 2 Gulden und 24 Kreuzer oder 1 Gulden und 48 Kreuzer musste man für die 2. oder 3. Klasse bezahlen. Die 4. Klasse war mit einem Gulden am günstigsten. Sie wurde jedoch am 1. März 1841 abgeschafft. Der Zentner Fracht kostete für die Gesamtstrecke 30 Kreuzer zuzüglich 3 Kreuzer Abhol- und Zustellgebühr.
Für den Betrieb musste anfangs die Kohle weither auf der Straße herantransportiert werden. Erst 1842 nach Erfindung des Funkenfängers konnte man Fichtenholz einsetzen und so die Brennstoffkosten von anfangs 35000 Gulden auf 21000 Gulden pro Jahr senken. An maschinentechnischen Anlagen entstand an beiden Endbahnhöfen je ein Lagerschuppen für Brennmaterial mit einer kleinen Werkstatt. Pro Fahrt waren 400 kg bis 500 kg Kohle, später etwa 5,5 Klafter (etwa 3,5 Kubikmeter) Fichtenholz notwendig; dazu brauchten die Lokomotiven etwa 0,7 kg Schmieröl. Da noch keine durchgehende Bremse vorhanden war, musste etwa jeder fünfte Wagen mit einem Bremser besetzt werden, der auf Pfeifsignal die Spindelbremse anzog.

## Verstaatlichung
1844 drohten der Privatgesellschaft für die München-Augsburger Eisenbahn erhebliche finanzielle Belastungen, nachdem bis dahin zu wenig für die Erhaltung der Betriebsmittel und Bahnanlagen aufgewendet wurde. Auch waren weitere größere Kosten abzusehen, um den Ausbau der Strecke – auch der zweigleisige Ausbau war Thema – zu finanzieren, insbesondere der Ersatz des hölzernen Bahnhofsprovisoriums von 1839 auf dem Marsfeld vor den Toren Münchens durch einen stadtnäheren Bahnhof. Gleichzeitig blieb die tatsächliche Rendite deutlich hinter den Erwartungen zurück. Der bayerische Staat dagegen hatte zwischenzeitlich die Vorteile der Eisenbahn erkannt und war daher an der Übernahme sehr interessiert.
Diese Ausgangslage führte am 12. August 1844 zu dem Beschluss der Aktionärsversammlung der Gesellschaft, die Bahn mit allen Einrichtungen an den Staat zu verkaufen. Zum 1. Oktober 1844 ging die München-Augsburger Eisenbahn in Staatseigentum über. Der Staat zahlte den Aktionären 4,4 Millionen Gulden. Formell wurde mit Gesetz vom 23. Mai 1846 die München-Augsburger Eisenbahn-Gesellschaft zum 1. Juni 1846 verstaatlicht und von den Königlich Bayerischen Staatseisenbahnen übernommen.